# Coelioxys tenax
Coelioxys tenax är en biart som beskrevs av Holmberg 1888. Coelioxys tenax ingår i släktet kägelbin, och familjen buksamlarbin. Inga underarter finns listade i Catalogue of Life.